# جورج ملچیور
جورج ملچیور (زاده ۱۵ سپتامبر ۱۸۸۹ – درگذشته ۲ سپتامبر ۱۹۴۴) هنرپیشه فرانسوی فیلم‌های صامت بود. او در بین سال‌های ۱۹۱۱ تا ۱۹۳۷ در ۶۷ فیلم ظاهر شد. از فیلم‌هایی که وی در آنها ایفای نقش کرده می‌توان فیلم فانتوماس را نام برد.